# Oxytropis gorbunovii
Oxytropis gorbunovii är en ärtväxtart som beskrevs av Antonina Georgievna Borissova. Oxytropis gorbunovii ingår i släktet klovedlar, och familjen ärtväxter. Inga underarter finns listade i Catalogue of Life.